# AA Altos
Die Associação Atlética de Altos, in der Regel mit AA Altos abgekürzt, ist ein brasilianischer Fußballverein aus Altos.

## Geschichte
AA Altos gründete sich 2013 und nahm zwei Jahre später erstmals am Ligabetrieb teil, als die Mannschaft in der neu gegründeten zweithöchsten Spielklasse der Staatsmeisterschaft von Piauí antrat. Hier war sie auf Anhieb erfolgreich und stieg am Ende der Spielzeit 2015 nach Erfolgen über SE Picos in den Entscheidungsspielen in die höchste Spielklasse des Staates auf. Dort setzte sie den Erfolg zunächst als Vizemeister hinter Ríver AC fort und gewann anschließend, bereits im zweiten Jahr der Zugehörigkeit 2017 die Staatsmeisterschaft, der Titel wurde in der folgenden Spielzeit verteidigt.

## Erfolge
- Staatsmeisterschaft von Piauí Série B: 2015
- Staatsmeisterschaft von Piauí: 2017, 2018, 2021, 2024
- Taça Cidade de Teresina de Futebol: 2017, 2018